# 小行星5503
小行星5503是一颗围绕太阳公转的小行星。1985年2月13日，亨利·德波鸿诺在拉西拉天文台发现了此天体。
这颗小行星的绝对星等为325.1071938487219等。